# 安曇野市立堀金小学校
安曇野市立堀金小学校（あづみのしりつほりがねしょうがっこう）は、長野県安曇野市堀金烏川にある市立小学校。

## 沿革
- 1886年（明治19年） - 烏川村・小倉村・科布村連合による堀金学校として設置[1]。
- 1955年（昭和30年）4月1日 - 烏川村・三田村が合併し堀金村が発足したことに伴い、堀金村立堀金小学校に改称。
- 2005年（平成17年）10月1日 - 南安曇郡豊科町・穂高町・三郷村・堀金村と東筑摩郡明科町が合併して安曇野市となったことに伴い、安曇野市立堀金小学校に改称。

## 学区
- 安曇野市の堀金地域[2]

## 卒業後の進路
卒業生は公立中学校に進学する場合、基本的に堀金中学校へ進学する。

## 交通
- JR大糸線豊科駅から 約3.2km

## 著名な出身者
- 太田寛（安曇野市長、元長野県副知事）